# ویکتوریا (آلاباما)
ویکتوریا (به انگلیسی: Victoria) یک منطقهٔ مسکونی در ایالات متحده آمریکا است که در آلاباما واقع شده‌است. ویکتوریا ۱۴۹٫۹۶ متر بالاتر از سطح دریا واقع شده‌است.